# Černovice
Černovice – miasto w Czechach, w kraju Wysoczyna.
Według danych z 31 grudnia 2003 powierzchnia miasta wynosiła 3654 ha, a liczba jego mieszkańców 1863 osób.

## Demografia
| Rok             | 1970 | 1980 | 1991 | 2001 | 2003 | 2014 |
| --------------- | ---- | ---- | ---- | ---- | ---- | ---- |
| Liczba ludności | 2135 | 2003 | 1901 | 1846 | 1863 | 1761 |

Źródło: Czeski Urząd Statystyczny